# アルマ・ドイチャー
アルマ・ドイチャー（英: Alma Deutscher, 長音転写: アルマ・ドイッチャー、2005年2月19日 -  ）は、イギリスの作曲家、ピアニスト、ヴァイオリニスト、指揮者。かつては神童として知られ、5歳で最初のピアノソナタを作曲。7歳で短編オペラ『夢の掃除屋さん』を完成させ、9歳でヴァイオリン協奏曲を書き上げた。10歳の時には、初の長編オペラ『シンデレラ』を作曲。この作品は2016年に指揮者ズービン・メータの後援のもとウィーンでヨーロッパ初演され、その翌年にはアメリカで初演された。12歳で自作のピアノ協奏曲を初演。2018年からはオーストリアのウィーンに在住している。2019年にはカーネギー・ホールでデビューを飾り、自作の楽曲のみで構成されたコンサートを行った。

## 生い立ちと教育
アルマ・エリザベス・ドイチャーは、2005年2月19日にイギリスのベイジングストークで生まれた。父は言語学者のガイ・ドイチャー、母は文学研究者のヤニー・ドイチャー（旧姓スティーン）。妹にヘレン・クララがいる。
2歳でピアノを、3歳でヴァイオリンを始めた。幼い頃から音楽への強い親和性を示し、言葉を話す前に完璧な音程で歌うことができ、文字を読む前に楽譜を読むことができた。2017年の『フィナンシャル・タイムズ』のインタビューで、ドイチャーは次のように語っている。「3歳のとき、リヒャルト・シュトラウスの子守唄を聴いて、とても気に入ったのを覚えています。特にそのハーモニーが大好きで、今ではいつも『シュトラウスのハーモニー』と呼んでいます。曲が終わった後、両親に『どうして音楽はこんなに美しいの？』と尋ねました」。3歳の誕生日に小さなヴァイオリンをプレゼントされたが、両親はただのおもちゃの一つだろうと考えていた。しかし、彼女は「それにとても興奮し、何日も弾こうとしました」。そのため、両親は彼女のために教師を探すことにした。1年もしないうちに、彼女はヘンデルのソナタを演奏するようになった。
4歳でピアノの即興演奏を始め、5歳までに自作の曲を書き留めるようになった。最初の記譜は不明瞭だったが、6歳になる頃には明確な楽曲を書けるようになり、最初のピアノソナタを作曲。その録音は2013年にリリースされた。7歳で最初の短編オペラ『夢の掃除屋さん』を、9歳でヴァイオリン協奏曲を、そして10歳で初の長編オペラを作曲した。
16歳になるまで、ドイチャーはホームスクーリングで教育を受けた。5歳の時にイギリスの学校に入学登録したが、最初のオリエンテーションの日に参加した後、泣きながら帰ってきて両親にこう言った。「読み書きを教えてくれなかった」。そこで両親は彼女を自宅で教育することを決めた。後にBBCのドキュメンタリー番組『Imagine』やCBSの『60 Minutes』で、両親は娘の「火山のような想像力」と創造性が彼女の幸福に不可欠であると気づき、この強烈な創造性と想像力に必要な自由は学校では提供できないという結論に至ったため、ホームスクーリングを選んだと説明している。ドイチャー自身、10歳の時にBBCにこう語っている。「学校には絶対に行きたくない。外に出て新鮮な空気を吸って、本を読まなければならないの」。その2年後、彼女はフィナンシャル・タイムズに「学校で5時間かけて学ぶことを、家では1時間で学べると思う」と説明した。
2017年のアルマ・ドイチャーに関するBBCドキュメンタリーで、アラン・イェントブは、ドイチャーが「トランシルヴァニア」という架空の国を創り出し、そこには独自の言語、そして何よりも独自の音楽が存在する、という強烈な想像力の世界を描写した。「私は自分だけの国を、独自の言語とともに創り上げました。そこにはアントニン・イエローシンク、アッシー、シェル、フララといった美しい作曲家たちがいます」。これらの架空の作曲家はそれぞれ異なる音楽スタイルを持ち、ドイチャーは自身の初期の作品のいくつかを彼らの作としていた。
ドイチャーの初期の音楽教育は、18世紀のイタリアで開発され、ロバート・O・ジャーディンジェン教授によって復活・普及されたパルティメントと呼ばれる教育法に従い、創造的な即興演奏に重点を置いていた。ジャーディンジェンはアルマ・ドイチャーに練習問題を送り、彼女の作曲の技術的側面についてコメントする一方、彼女はスイスの音楽家トビアス・クラムから即興演奏のレッスンを受けていた。こうしてドイチャーは、後に彼女が音楽的な「母語」と表現することになる18世紀音楽の文法に、まず習熟した。
ドイチャーがメディアの注目を集めるようになったのは2012年、7歳の時だった。作家でコメディアンのスティーヴン・フライが彼女のYouTubeチャンネルについて、「まさに驚異的だ。アルマ・ドイチャーが自作の曲を演奏している。新たなモーツァルトか？」とコメントしたことがきっかけだった。2014年、著名なピアニストで教育者のアリエ・ヴァルディが司会を務めるテレビ番組でドイチャーの演奏と即興が特集され、指揮者のズービン・メータを含むクラシック音楽界の重鎮たちの目に留まることとなった。同年、ミュージシャンのクティマンが公開したバイラルなYouTubeマッシュアップ動画では、ドイチャーの初期の動画の一つからのオスティナートが使用された。
2017年、スコット・ペリーによるCBSの『60 Minutes』でのドイチャー特集が話題を呼び、エミー賞を受賞した。
2018年、ドイチャーは家族と共にウィーンに移住した。2019年に『ニューヨーク・タイムズ』にこう語っている。「私はモーツァルト、シューベルト、ベートーヴェン、そしてハイドンの音楽を聴いて育ちました。音楽的に言えば、ウィーンはいつも私の故郷だったと思います」。
2021年、彼女はウィーン国立音楽大学の指揮科に入学し、指揮者のヨハネス・ヴィルトナーに師事することになった。16歳での入学は、ズービン・メータ、クラウディオ・アバド、キリル・ペトレンコらを輩出したこの指揮科において、史上最年少の学生であった可能性がある。
幼少期、ドイチャーは父の専門研究に関連した言語学的実験の対象となった。古代文化が空の色を表現するのに「青」という言葉を使わなかった理由を理解するため、父は娘に空が「青い」と教えないように徹底した。彼女の色彩認識の発達、特に幼い頃に晴れた空を「白い」と主張したことは、ガイ・ドイチャーの2010年の著書『言語が違えば、世界も違って見えるわけ』に記されている。
ドイチャーは英語、ドイツ語、ヘブライ語の3言語を話す。

## 作曲法、スタイル、美学

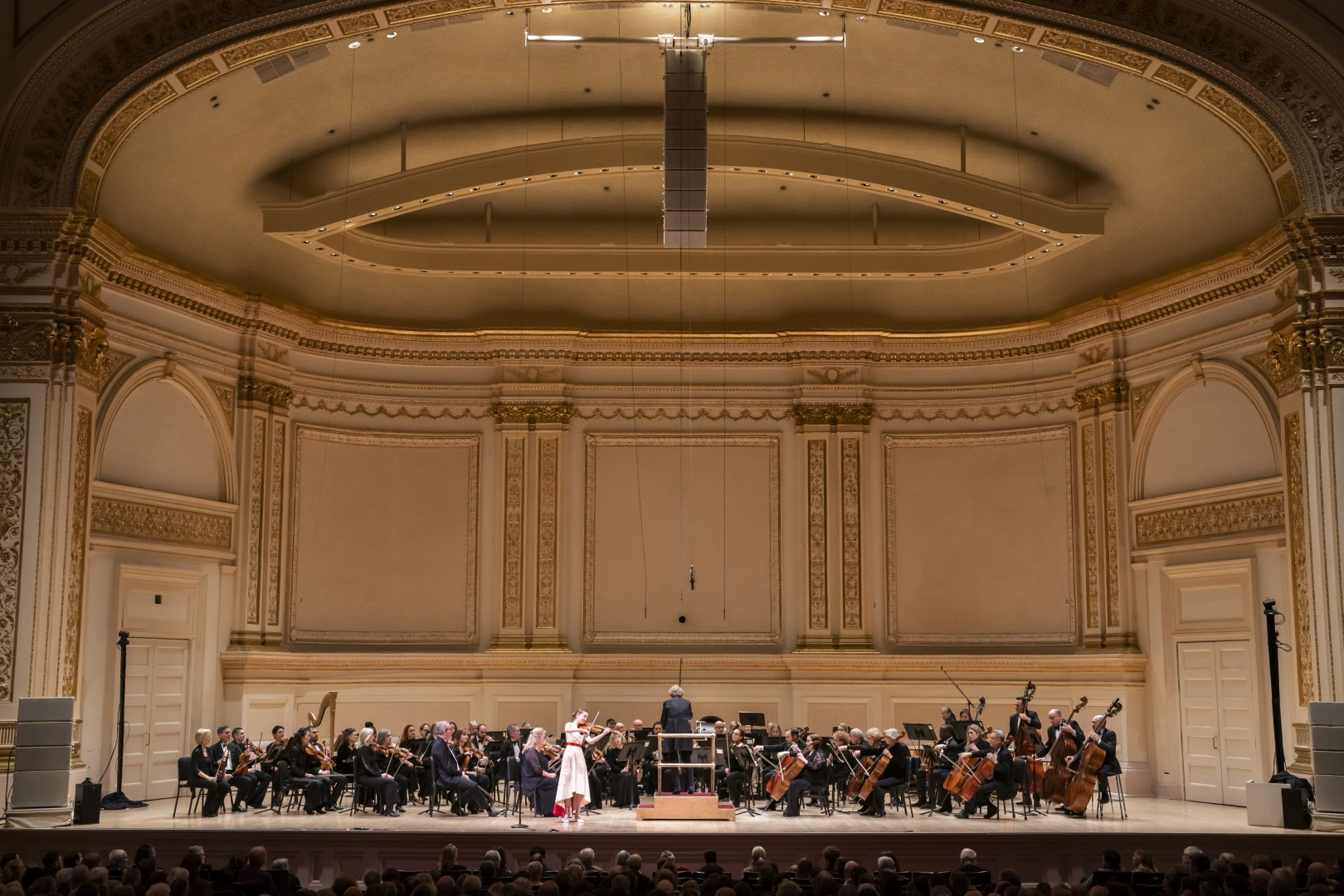
カーネギー・ホールで自作のヴァイオリン協奏曲を演奏するドイチャー（2019年12月）

ドイチャーの音楽は、とりわけその旋律の豊かさと美しさで注目されてきた。オーストリアの新聞『ウィーナー・ツァイトゥング』は、ドイチャーを「至高の恩寵を受けた旋律家」と評し、そのカンティレーナは「底知れぬ悲しみや溢れんばかりの憧れを伝える」と記した。ドイチャー自身、旋律はしばしば思いがけず、夢の中を含めて現れると説明している。彼女の最初の短編オペラ『夢の掃除屋さん』の冒頭部分は、完全に夢の中で浮かんだものであり、また、変ホ長調のピアノ変奏曲集の主題（最終的に彼女のピアノ協奏曲の第3楽章の基礎となった）も同様であった。
ドイチャーはまた、「即興モード」と呼ぶ特別な興奮状態についても述べている。2016年にデイリー・テレグラフ紙に語ったところによると、「即興モードに入ると、指先からメロディーがほとばしるのです」。幼い頃には、「魔法の」縄跳びで跳ぶことから旋律のインスピレーションが湧くと語っていた。「縄を振り回すと、頭の中にメロディーが流れ込んでくるんです」。2019年にはニューヨーク・タイムズにこう語っている。「小さい頃は、本当に縄がインスピレーションを与えてくれると思っていました。今は、それが縄ではなく、縄を振り回すときに入る精神状態なのだとわかっています」。
しかし、ドイチャーは数々のインタビューで、頭の中に旋律が自然に聞こえてくるインスピレーションの瞬間と、それらの旋律を基に完成された作品を丹念に作り上げる骨の折れるプロセスとの違いを説明している。『フィナンシャル・タイムズ』に対しては、作曲の挑戦的な部分は、アイデアを発展させ、それを「一貫した構造」にすることだと語った。「それは非常に難しいことです」。
幼い頃から、ドイチャーは美しい音楽を作曲し、現代のクラシック音楽に旋律とハーモニーを取り戻すという決意を繰り返し表明してきた。2017年のケルンテンの夏音楽祭の記者会見で、彼女は自身のスタイル、旋律への愛、そして音楽的美学について「なぜ音楽は美しくあるべきか」と題した公的な声明を発表した。彼女は、多くの人々から、現代世界の複雑さや醜さを反映しなければならないため、21世紀のクラシック音楽では美しい旋律は受け入れられないと言われてきたと説明した。「でも、私はその人たちが少し混乱しているだけだと思います。もし世界がそんなに醜いのなら、醜い音楽でさらに醜くして何の意味があるのでしょう？」。そして、リヒャルト・シュトラウスの子守唄を、美を創造するための最も初期のインスピレーションとして挙げた。別のインタビューでは、「旋律は音楽の本質です。これは私自身の音楽的美学だけでなく、老若男女ほとんどすべての人の美学です。最も愛される音楽作品が最高の旋律を持つものであることは、大した秘密ではありません」と説明している。彼女はこのテーマについて、2019年のニューヨーク・タイムズや2022年のタイムズのインタビュー、さらに2019年にヨーロッパ文化賞を受賞した際のウィーン国立歌劇場でのスピーチでも詳しく述べている。「ヨーロッパ文化には、不協和音だけではありません。おそらくヨーロッパ文化には、調和の場所もあるのです」。2023年に3作目のオペラが初演された後、ドイツのラジオ局とのインタビューでドイチャーはこう説明した。「芸術形式が生き続け、聖なる遺物の博物館とならないためには、常に新しく新鮮なものが必要です。しかし、人々に語りかけ、感動させ、慰めを与え、楽しませるような新しい音楽が必要です」。

## 評価

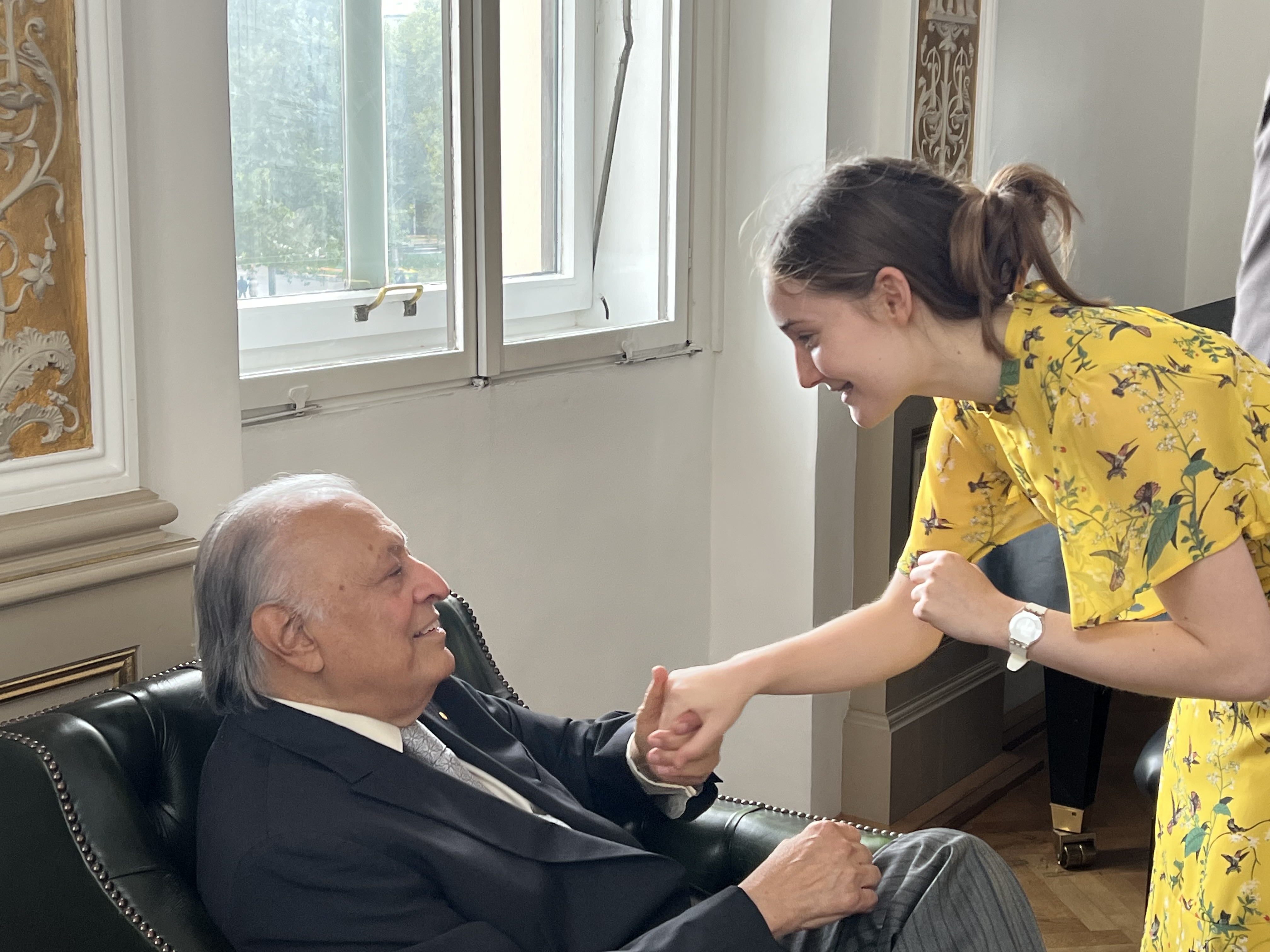
アルマ・ドイチャーとズービン・メータ（2022年）

ドイチャーが公に登場してからの数年間の評価の多くは、彼女の若さと神童としての地位に集中していた。ヴァイオリニストのアンネ＝ゾフィー・ムターや指揮者のズービン・メータ、サー・サイモン・ラトルといった著名な音楽家たちが、彼女がかくも若くして成し遂げたことへの驚きを表明した。ラトルはBBCに「この年齢で、これほど驚くべき広範な才能を持つ人物に出会ったことがあるか、私には分かりません」と語った。
しかし、ドイチャー自身は、「神童」として見られたり、若さが議論の中心になったりすることへの嫌悪を常に公言してきた。10歳の時、Google Zeitgeistカンファレンスで彼女は次のように述べた。「私は自分の音楽を真剣に受け止めてほしいのです…そして時々、私がただの小さな女の子だからという理由で、人々に真剣に受け止めてもらうのが少し難しいことがあります」。ドイチャーはまた、彼女をモーツァルトと比較する頻繁な見出しにも繰り返し反対している。「私は小さなモーツァルトにはなりたくない。私はアルマでいたいのです」。
2016年にウィーンでドイチャーのオペラ『シンデレラ』が初演され称賛を浴びて以降、彼女の音楽に対する世間の評価の焦点は、旋律への臆することのない愛情や、彼女の音楽言語と美学へと移っていった。ドイチャーの旋律の際立った質は早くから注目されていた。音楽学者のロン・ヴァイドバーグは2015年に、「最初の瞬間から我々の記憶に深く刻み込まれ、それを聴くすべての人の所有物となるような曲を書ける作曲家はほとんどいない。アルマはそうした作曲家の一人だ」と記している。
ドイチャーの旋律は、2016年以降の彼女のオペラ『シンデレラ』の評価における主要なテーマであった。このオペラはあるウィーンの批評家によって「耳に残るメロディーの花火」と評された。スペインの新聞『ABC』は、「『シンデレラ』は、ほとんど過剰なまでに、素晴らしく輝かしい旋律の洪水である」と書いた。ドイツのオペラ雑誌『Orpheus』は、『シンデレラ』が「ドイツのジングシュピールのルネサンス」を告げていると評した。オーストリアの新聞『デア・シュタンダルト』は、ドイチャーの旋律豊かな音楽が、オペラがより広い聴衆と再び結びつき、しばしば死んだと宣告されてきたオペラの世界に新たな生命を吹き込む助けとなるかもしれないという希望を表明した。
ドイチャーの音楽語法は、18世紀および19世紀のクラシック音楽の和声的枠組みに基づいている。著名なオーストリアの批評家ヴィルヘルム・シンコヴィッツは、ウィーンでのドイチャーのピアノ協奏曲の演奏をレビューした際、メンデルスゾーンやグリーグのロマン派の世界を動きながらも、ドイチャーの音楽は「非常に独創的なアイデアと真の驚きに満ちている」ことに驚きを表明した。彼は、作曲家が世代ごとに音楽言語を新たに発明しなければならないというのは誤解であると結論付けた。「世界は円を描いて回る」と彼は書き、「しかし、もし芽吹かせさえすれば、常に新しく美しい花が芽生える」と続けた。
一方で、モダニズムに傾倒する批評家たちは、20世紀後半以降のクラシック音楽の多くを特徴づける厳しさを受け入れることをドイチャーが拒否している点を批判してきた。『ウォール・ストリート・ジャーナル』のバートン・スウェインによる論説は、ドイチャーの音楽がそうした批評家たちにとって挑発的であると見なされていると指摘し、「彼らは聴衆が愛するのと同じ理由で彼女の音楽を嫌っている。彼らはその伝統的な調性、その率直な感情的魅力に反対している」と述べた。2022年5月、『タイムズ』の社説は、美しい音楽を求めるドイチャーの呼びかけを支持した。「ドイチャーは弟子ではなく聴衆を求めている。彼女の世代にクラシック音楽の喜びを紹介する最も確実な方法は、何か美しいものを提供することである、という彼女の主張は確かに正しい」。

## オペラ

### 『夢の掃除屋さん』（The Sweeper of Dreams、2012年）
ドイチャーが7歳の時に完成させた最初のオペラは、ニール・ゲイマンの物語『夢の掃除屋さん』に着想を得た短編作品で、台本はエリザベス・アドリントンのリブレットを翻案したものである。楽譜の一部は、ドイチャーが夢の中で着想を得た。このオペラの初演は2013年にイスラエルで行われた。物語では、人々の悪夢を忘れさせる手伝いをする「夢の掃除屋さん」の仕事が募集される。委員会の3人の中年男性は、唯一の候補者であるアレックスが16歳の少女であることに衝撃を受ける。面接官たちは彼女を嘲笑する。なぜなら彼女は「2つの恐ろしい罪を犯した。第一に子供であること、第二に女性であること」だからだ。
女性のエンパワーメントというテーマはドイチャーのオペラに繰り返し現れ、長編オペラ『シンデレラ』でも中心的なテーマとなっている。彼女は2019年に『ニューヨーク・タイムズ』に次のように語っている。「私は非常に強いフェミニストで、女の子が自分の才能を伸ばすことが許される現代に生まれたことを本当に嬉しく思います」。彼女は特に、逆境を乗り越える女性の物語に惹かれると述べている。

### 『シンデレラ』（Cinderella、2015年–2020年）
ドイチャー初の長編オペラは、シンデレラのおとぎ話に基づいているが、筋書きには大幅な変更が加えられている。彼女のバージョンでは物語は音楽を中心に展開する。シンデレラ自身が作曲家であり、王子は詩人である。そして、伝統的な物語におけるガラスの靴の代わりに、シンデレラが舞踏会から逃げる際に王子に歌う心に残るメロディーが重要な役割を果たす。ドイチャーは、シンデレラがただ足の小さい可愛い少女ではないことが重要だったと説明している。王子はシンデレラの才能に恋をするのである。
ドイチャーはこのオペラに9歳から15歳までの少なくとも5年間にわたって取り組み、連続して拡張と改訂を行った。最初の室内楽版は、ドイチャーが10歳だった2015年にイスラエルで初演された。管弦楽版は翌年ウィーンで初演され、指揮者のズービン・メータが公演の後援者を務めた。完売した公演に関する報道は世界中の新聞で報じられ、ウィーンの批評家たちはドイチャーの管弦楽法の完成度と旋律の美しさに驚きを表明した。
ドイチャーは2017年にオペラ・サンノゼで行われた完売のアメリカ初演のために作品をさらに推敲した。『The New Criterion』は、「驚くべきウィット、技巧、そして音楽的美しさを備えたオペラ...膨大な量の管弦楽と声楽の創意工夫が見事だ」と評し、『シンデレラ』がブロードウェイに進出するだろうと予測した。『Opera Today』は、「若い才能のセンセーショナルな躍進...観客が立ち上がって喝采を送った、一生に一度のオペラ鑑賞体験」と評した。

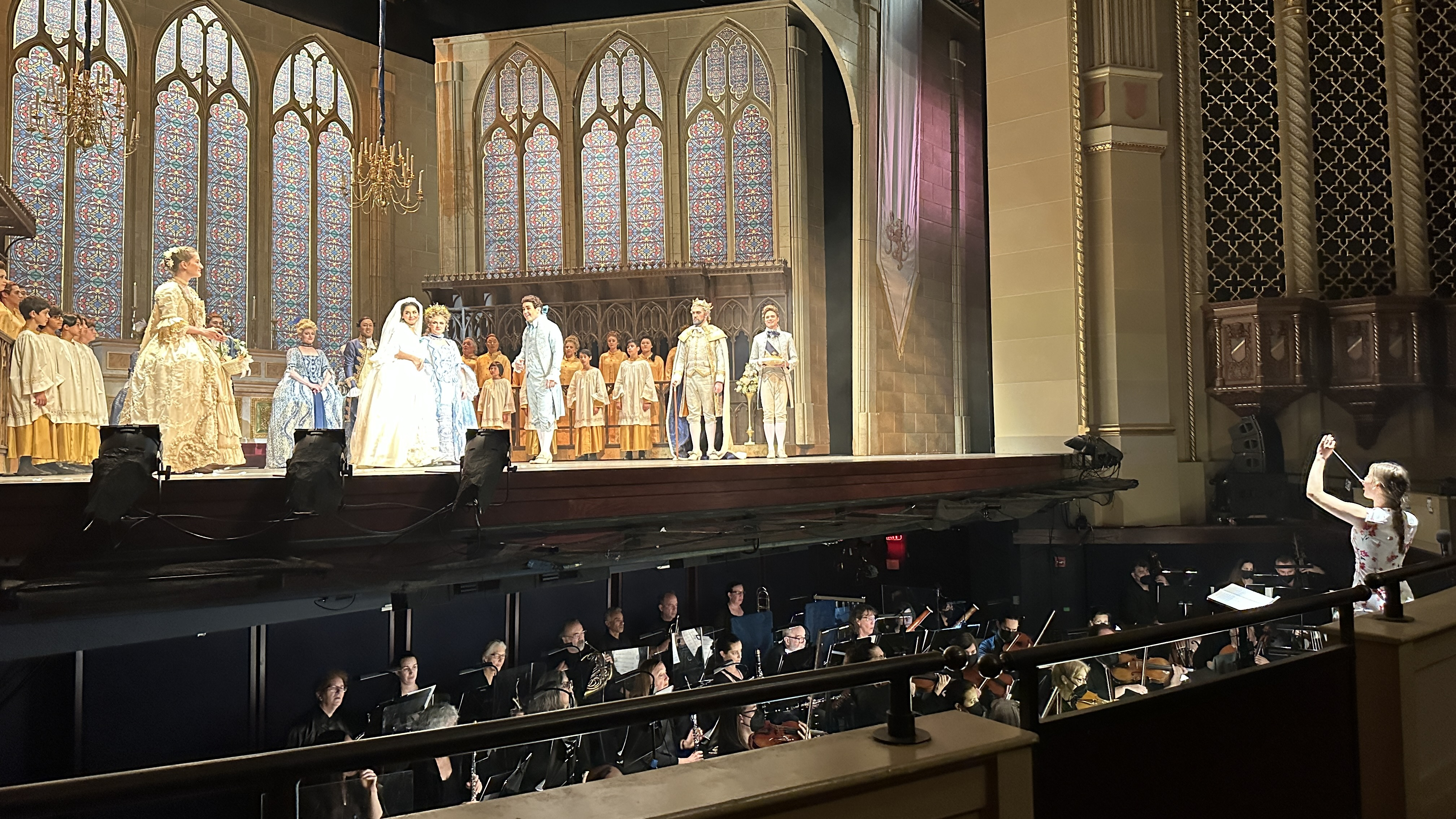
オペラ・サンノゼで自作のオペラ『シンデレラ』を指揮するアルマ・ドイチャー（2022年）

ウィーン国立歌劇場は2018年と2020年に子供向けの翻案版を上演した。
2019年から2020年にかけて、ドイチャーはザルツブルク州立劇場での公演のためにオペラをさらに改訂し、児童合唱を加えた。
2022年、ドイチャーは2017年のオペラ・サンノゼ版『シンデレラ』の再演で指揮者としてアメリカデビューを果たした。この公演は2023年にYouTubeで公開された。

### 『皇帝の新しいワルツ』（The Emperor's New Waltz、2023年）
ドイチャーの2作目の長編オペラ『皇帝の新しいワルツ』（Des Kaisers neue Walzer）は、ザルツブルク州立劇場からの委嘱作品で、2023年3月に同劇場で初演された。BBCおよびドイツのKlassikRadioとのインタビューで、ドイチャーはこの音楽喜劇の主なテーマとインスピレーションについて説明した。「まず第一に、私は二人の若者の間の、そしてまたクラシック音楽とポップスという二つの音楽世界の間の、美しいラブストーリーを語りたかったのです。次に、オペラファンだけでなく、普段クラシック音楽に触れる機会のない若者にもアピールする音楽喜劇を書きたかったのです。そして最後に、無調の現代クラシック音楽――『賢い人だけが理解できる』とされ、私たちその他にとってはただの騒音にしか聞こえない音楽――の世界をパロディにしたかったのです」。
ドイチャーはこの音楽喜劇でオペラというジャンルの堅苦しさから脱却したかったと述べた。「私のヒーローであるヨナスはポップシンガーで、ギターで歌を歌い、モーツァルトに乗せてラップをします。しかし最後には10声のフーガも歌います。オペラとミュージカルが考えられているよりもずっと近いことを示したかったのです。私の夢は、若者がミュージカルを観に行った後で、『実はオペラも入っていて、全然苦痛じゃなかった、むしろ美しかった』と思ってもらうことです」。
ザルツブルク州立劇場はあらすじを次のように説明している。「モーツァルト対モダンビート、甲高い不協和音対調和の取れた美しさ。おとぎ話『裸の王様』に着想を得て、このオペラは虚飾と真実、そして音楽が持つ結束の力についての物語を語る。庭師と裕福な相続人、ヨナスとレオニーはこれ以上ないほど対照的だ。二人が互いを嫌っているのも不思議ではない。しかし、彼らを結びつけるのは音楽アカデミーで学ぶという夢だ。だが、レオニーの父であるファッション界の大物ルドルフ・カイザーは、著名な現代作曲家アントニー・スウィンデルとの計画された結婚が、一家に十分な高尚な文化をもたらすと考えている。レオニーは少年に変装して大学を訪れることを決意し、そこでヨナスに出会う。二人は共に、スウィンデルが利己的な計画を企んでいることを発見する」。

## 受賞歴
- 2021年5月、ドイチャーはヨーロッパの11のロータリークラブから贈られるレオナルド・ダ・ヴィンチ国際賞を受賞した。16歳での受賞は、同賞の歴史上最年少であった[75]。
- 2019年10月、ドイチャーはウィーン国立歌劇場で行われた式典で、ヨーロッパ文化賞（ドイツ語版）（ヤングジェネレーション賞）を受賞した[76][77]。
- 2019年10月、ドイチャーは北京で行われた式典で、北京国際音楽祭ヤングアーティスト賞を受賞した[78]。
- 2019年9月、ドイチャーはドイツの雑誌『シュテルン』によって、「明日の英雄12人」の1人に選ばれた。14歳での選出は、27歳から43歳までの他の11人と比べて最年少であった[79]。

## 主な演奏、録音、出版
ドイチャーは、イスラエル・フィルハーモニー管弦楽団、ウィーン放送交響楽団、ザルツブルク・モーツァルテウム管弦楽団、ウィーン室内管弦楽団、ロイヤル・フィルハーモニー管弦楽団、深圳交響楽団（中国）、ルツェルン交響楽団（スイス）、バンクーバー交響楽団、セントルークス管弦楽団（ニューヨーク）など、世界中の著名なオーケストラとソリストとして共演している。また、著名なルツェルン音楽祭（スイス）やエクサンプロヴァンス音楽祭（フランス）で自作曲のリサイタルも行っている。オーストリア首相の招待により、ウィーンの首相官邸で数々の国家行事で演奏しており、その中には2018年の第二次世界大戦終結を記念する式典も含まれる。
主なライブ演奏
- 2015年、10歳の時にGoogle Zeitgeistカンファレンスで行った演奏。物理学者のスティーヴン・ホーキングと共に出演した[88][89]。
- 2017年のケルンテンの夏音楽祭（オーストリア）のオープニングコンサート。ドイチャーはウィーン室内管弦楽団と共に、自身のヴァイオリン協奏曲とピアノ協奏曲の世界初演の両方でソリストを務めた[90][91]。

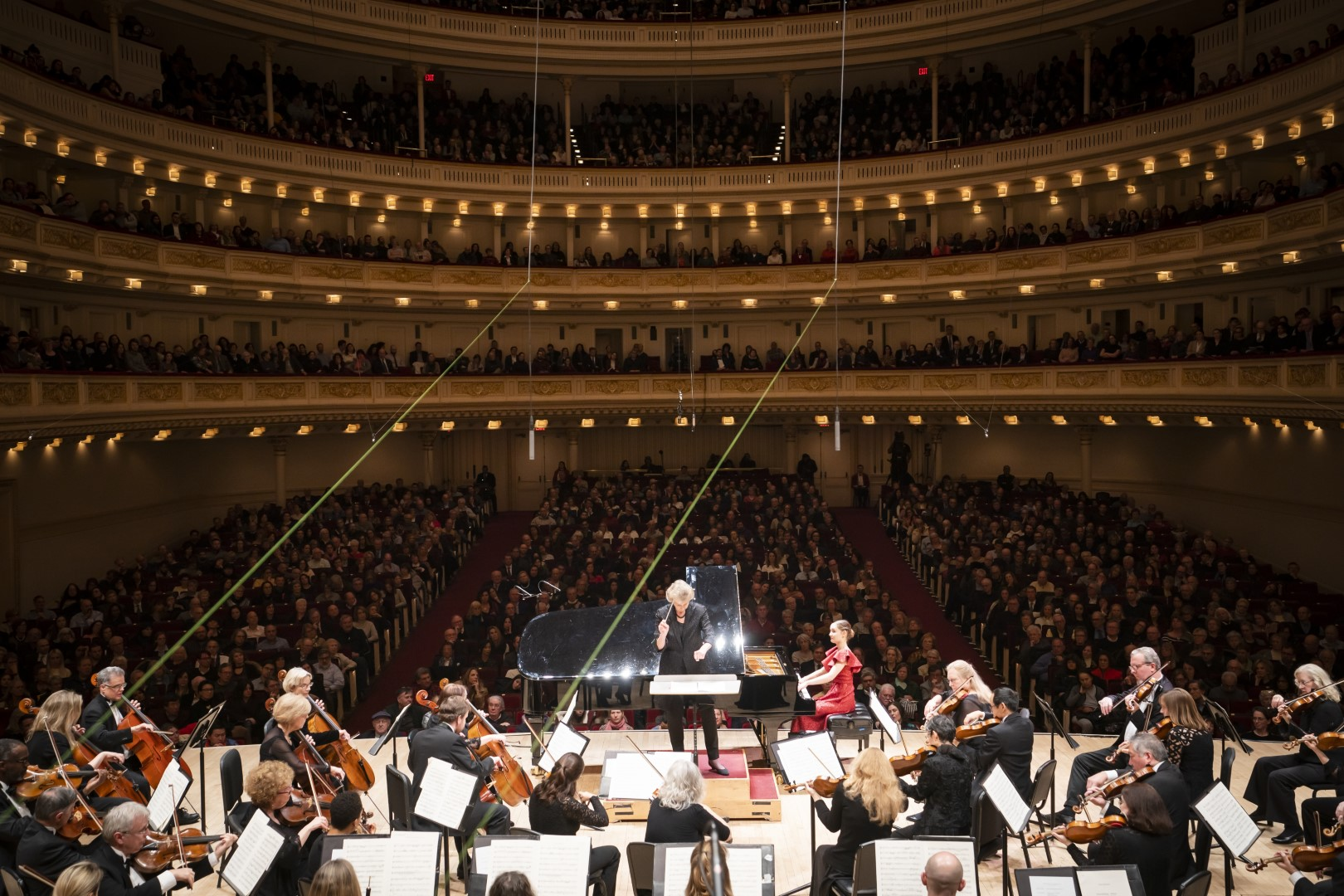
カーネギー・ホールで自作のピアノ協奏曲を演奏するアルマ・ドイチャー（2019年）

- カーネギー・ホールで自作のピアノ協奏曲を演奏するアルマ・ドイチャー（2019年）2019年、ニューヨークのカーネギー・ホールでの完売デビューコンサート[92][93]。このコンサートは、複数回のスタンディングオベーションを受け[94]、批評家から「増していく音楽的な驚異の夜」と評された[95]。ジェーン・グローヴァーがセントルークス管弦楽団を指揮し、ドイチャー自身の作品のみで構成された。プログラムには彼女のヴァイオリン協奏曲とピアノ協奏曲（どちらも彼女自身がソリストとして演奏）のほか、オペラ『シンデレラ』からのハイライトやコンサートワルツ『セイレーンたちのワルツ』が含まれた。ドイチャーは、自身の音楽哲学と、現代のクラシック音楽に調和と美を取り戻し、現代世界の醜い響きの中にさえ美を見出すという決意を説明して、ワルツを聴衆に紹介した。このイベントはMedici.TVでライブストリーミングされた[96]。このコンサートでの『セイレーンたちのワルツ』の録音は、YouTubeで240万回以上再生されている[97]。後に、ドイチャー自身が『セイレーンたちのワルツ』を指揮する短い抜粋映像が2022年5月にTikTokでバイラルになった[98][99]。
- 2025年7月、アルマ・ドイチャーはサントリーホールで、自作曲に加え、シュトラウスとモーツァルトの作品を取り上げた演奏会を指揮しました。また同じ演奏会で、観客から提示された音を基にピアノで即興曲も披露しました。[100]

主なテレビ出演
- 2017年、ドイチャーはアラン・イェントブが監督した1時間のBBCドキュメンタリーの主題となった[10]。このドキュメンタリーは、2016年のウィーンでのオペラ『シンデレラ』初演に向けたリハーサル中のアルマ・ドイチャーに密着したものである。
- 2017年、ドイチャーはCBSの『60 Minutes』ドキュメンタリーの主題ともなり[11]、この番組は2018年に「芸術・文化・エンターテイメント報道」部門でエミー賞を受賞した[22]。
- 9歳の時、ドイチャーはイスラエル教育テレビで、著名なピアニスト兼教育者であるアリエ・ヴァルディの番組『Intermezzo With Arik』に出演し[18]、この演奏とインタビューが指揮者ズービン・メータの目に留まるきっかけとなった[8]。

ドイチャーは『エレンの部屋』やNBCの『トゥデイ』など、世界中のテレビ番組に出演している。
ドイチャーの最初の音楽アルバム『The Music of Alma Deutscher』は、彼女が8歳だった2013年にリリースされた。2019年、ソニー・クラシカルは、4歳から14歳までのドイチャーの作品を収めたピアノアルバム『From My Book of Melodies』をリリースした。彼女のオペラ『シンデレラ』の2つのプロダクションがDVDでリリースされており、一つはソニー・クラシカルから、もう一つはウィーン国立歌劇場からである。
ドイチャーのピアノ作品集『From My Book of Melodies』は、2020年にアメリカのクラシック音楽出版社であるG・シャーマーおよびハル・レナードから出版された。

## 作品リスト

### バレエ
- エウテルピデス（The Euterpides）、2025年初演予定。

### オペラ
- 夢の掃除屋さん（The Sweeper of Dreams）、（ミニアチュール・オペラ、7歳で作曲）

- シンデレラ（Cinderella）、長編オペラ（10歳で作曲、その後数年にわたり複数回改訂）[70][109]
- 皇帝の新しいワルツ（The Emperor's New Waltz）、ザルツブルク州立劇場からの委嘱によるオペラ、2023年初演。[74][110][111][112][113]

### 管弦楽作品
- ソレントの人魚たちの踊り（Dance of the Solent Mermaids）、（交響的舞曲）[114]
- ヴァイオリン協奏曲 ト短調[115][116]
- ピアノ協奏曲 変ホ長調[117]
- セイレーンたちのワルツ（Waltz of the Sirens）[97]
- エルマイヤー・ワルツ（Elmayer Waltz）[118]
- グリンツィング・ポルカ（Grinzinger Polka）[119]
- ブレーキング・ニュース・ポルカ（Breaking News Polka）[120]
- 二つの日本歌曲による幻想曲― 2025年7月の日本ツアー用に作曲[121]

### 声楽曲
- 寂しき松の木（The Lonely Pine Tree）、ハインリヒ・ハイネの詩による歌曲。（この作品は、アルバム『From My Book of Melodies』の一部としてピアノ独奏版でのみ公開されている）[122]
- クリスマスのまえのばん（The Night Before Christmas）、クレメント・クラーク・ムーアの詩による歌曲[123]
- 恋人のそばに（Near the Beloved）、ヨハン・ヴォルフガング・フォン・ゲーテの詩による歌曲[124]
- クリスマスの日に鐘の音を聞いた（I Heard the Bells on Christmas Day）、ヘンリー・ワズワース・ロングフェローの詩に基づくクリスマス・キャロル[125]

### 室内楽曲
- ヴァイオリンとピアノのためのアンダンテ[126]
- ロンドino（三重奏曲）変ホ長調（ヴァイオリン、ヴィオラ、ピアノのための）[127]
- 四重奏楽章 イ長調[128]（ピアノ編曲版が『モントゼーの夏』という題でアルバム『From My Book of Melodies』に収録）[122]
- ヴィオラソナタ ハ短調（第1楽章）[129]
- 四重奏楽章 ト長調、ロンド[130]
- ヴァイオリンソナタ（第1楽章）[131]
- ヴァイオリン、ヴィオラ、ピアノのための三重奏曲 ニ長調（シンデレラ・トリオ）[132]

### ピアノ曲
- ピアノソナタ第1番 変ホ長調[133]
- 追跡（The Chase）、（即興曲 ハ短調）[122]
- 60ミニッツ・ポルカ（Sixty Minutes Polka）[122]
- ルートヴィヒ・ワルツ 第1番[134]
- ルートヴィヒ・ワルツ 第2番[135]
- ピアノソナタ第2番 ホ短調[136]
- 即興曲 ニ長調「海と山」[136]

### 教育音楽
- 「アルマのピアノソングス：若い音楽家のためのアルバム」（Alma's Piano Songs: an Album for Young Musicians）、（アルマ・ドイチャーによる子供のためのピアノ曲集）[137]

## ディスコグラフィ
| タイトル | アルバム詳細                                                                           |
| --- | -------------------------------------------------------------------------------------- |
| The Music of Alma Deutscher （アルマ・ドイチャーの音楽）                                                                      | - リリース: 2013年 - レーベル: Flara Records - 形式: CD, デジタルダウンロード          |
| Cinderella (Opera) – 2017 Production of Opera San José （シンデレラ（オペラ） – 2017年 オペラ・サンノゼ公演）                 | - リリース: 2018年 - レーベル: ソニー・クラシカル - 形式: DVD, Blu-ray                 |
| Cinderella (Opera) – 2018 Vienna State Opera's Children's Version （シンデレラ（オペラ） – 2018年 ウィーン国立歌劇場 子供版） | - リリース: 2019年 - レーベル: Belvedere - 形式: DVD                                   |
| From My Book of Melodies （フロム・マイ・ブック・オブ・メロディーズ）                                                         | - リリース: 2019年11月 - レーベル: ソニー・クラシカル - 形式: CD, デジタルダウンロード |

## 出版物
- From My Book of Melodies. ピアノ作品集, G. Schirmer 2020, ISBN 978-1-7051-3098-8
- Alma's Piano Songs. 若いピアニストのためのアルバム, Flara Music 2022, ISBN 978-3-903-45401-9[137]
- Cinderella (Vocal Score). Amazon 2022, ISBN 978-3903454033[139]
- Violin Concerto in G minor (Vocal Score). Universal Edition 2024, UES106822-410.[140]
- Waltz of the Sirens (Score). Universal Edition 2024, UES107039-000.
- Two Childhood Trios. Universal Edition 2024, UES107074-410.